# Fenner, New York
Fenner är en kommun (town) i Madison County i delstaten New York. Fenner blev en självständig kommun 1823 och kommunen hade redan 1835 1 972 invånare. Vid 2010 års folkräkning hade Fenner 1 726 invånare.